# Akira Miyawaki
Akira Miyawaki (宮脇 昭 Miyawaki Akira?) (29 de enero de 1928 – 16 de julio de 2021) fue un botánico japonés especializado en ecología de las plantas. Trabajó a nivel mundial como especialista en restauración de vegetación natural en terrenos degradados, creando el célebre método de restauración forestal conocido como método Miyawaki.
Fue profesor emérito de la Universidad Nacional de Yokohama y director del Centro Japonés de Estudios Internacionales en Ecología desde 1993. Recibió el Premio Planeta Azul en 2006.

## Biografía
Nació el 29 de enero de 1928 en Okayama. En 1952 obtuvo un diploma en biología en la Universidad de Hiroshima. Entre 1958 y 1960 trabajó como investigador visitante con el botánico Reinhold Tüxen en Stolzenau, Alemania.
A su regreso a Japón, se especializó en ecología de plantas y semillas. Realizó investigaciones de campo en varias partes de Japón mientras trabajaba como asistente de investigación en la Universidad Nacional de Yokohama, y continuó sus estudios en la Universidad de Tokio.
En 1961, obtuvo el grado de doctor en ciencias en la Universidad de Hiroshima. Trabajó como investigador entre 1961 y 1973 en la Universidad Nacional de Yokohama. En 1973 fundó el Instituto de Ciencia y Tecnología Ambiental de esa universidad, que dirigió entre 1985 y 1993. En 1993 asumió como Director del Centro Japonés de Estudios Internacionales en Ecología.
Entre 1980 y 1990, en cooperación con laboratorios de fitoecología y universidades, Miyawaki dirigió inventarios botánicos y fitosociológicos para cartografiar la vegetación de todo Japón, compilados en un estudio de diez volúmenes y 6.000 páginas.

Fue miembro honorario de la Asociación Internacional de Ciencias de la Vegetación (1997).

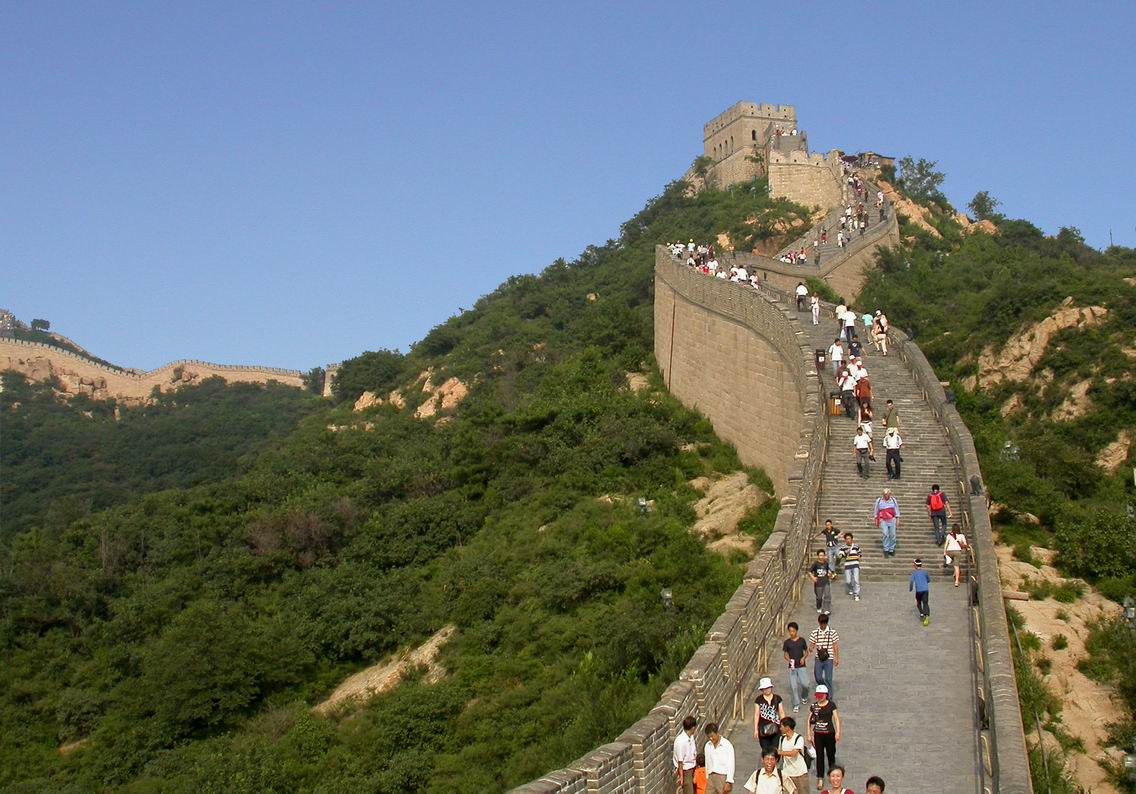
El bosque plantado a lo largo de la Gran Muralla china

En 1998, Miyawaki puso en marcha un programa de reforestación dominado por Quercus mongolica a lo largo de la Gran Muralla China, con el apoyo de la Fundación Ambiental Aeon y la ciudad de Beijing. Los primeros árboles plantados por grupos de chinos y japoneses en zonas donde el bosque había desaparecido hacía tiempo crecieron más de 3 m de altura en 2004 y, a excepción de una parte, siguieron prosperando en 2007. Miyawaki también contribuyó al programa de reforestación masiva en China por parte de su gobierno y ciudadanos chinos en Pudong, Qingdao, Ningbo y Maanshan.
Miyawaki recibió el Premio Planeta Azul en 2006 por la conservación del medio ambiente.
Su método fue considerado ejemplar en un informe preparatorio para la Cumbre de la Tierra de 1992 y el Congreso de Biodiversidad de la Unesco de 1994 en París. El método también se presentó en 1991 en el Simposio de la Universidad de Bonn y en los congresos de la Asociación Internacional de Ecología, la Sociedad Internacional de Ciencias de la Vegetación y el Congreso Botánico Internacional, que incluía nuevos aspectos como los vínculos entre el crecimiento, el hábitat natural y la fijación estimada de carbono.

## Método Miyawaki

Árboles alrededor de un santuario sintoísta en Sasayama, Hyogo

Miyawaki abogó por la restauración de los bosques primarios, tras observar los árboles que tradicionalmente crecían alrededor de templos, santuarios y cementerios en Japón, como el roble azul japonés, Castanopsis cuspidata, la encina de hojas de bambú, los castaños japoneses y Machilus thunbergii, los que creía que eran relictos del bosque primario. Mientras tanto, señaló que árboles como el cedro japonés, el ciprés y el alerce, supuestamente nativos de Japón, habían sido introducidos en Japón durante siglos para producir madera. Miyawaki reflexionó sobre las consecuencias del cambio en la composición y estructura de la mayoría de los bosques japoneses, muchos de los cuales no contienen únicamente su vegetación natural original.
Calculó que sólo el 0,06% de los bosques japoneses contemporáneos eran bosques nativos. Los bosques contemporáneos, creados según los principios forestales, en su opinión, no son los candidatos más adecuados para abordar el cambio climático ni la vegetación más resiliente para las condiciones geobioclimáticas de Japón.
Utilizando el concepto de vegetación natural potencial, Miyawaki desarrolló, probó y perfeccionó un método de ingeniería ecológica hoy conocido como el método Miyawaki para restaurar bosques nativos a partir de semillas de árboles nativos en suelos muy degradados que fueron deforestados y habían perdido su humus. Con los resultados de sus experimentos, restauró bosques en más de 1 300 sitios en Japón y varios países tropicales, en particular en la región del Pacífico, en forma de cortinas de protección, bosques y parcelas forestales, incluyendo áreas urbanas, portuarias e industriales. Miyawaki demostró que era posible restaurar rápidamente la cubierta forestal y el suelo utilizando una selección de especies nativaspioneras y secundarias que se plantaran densamente y se les proporcionara micorrizas.
Miyawaki aplicó los métodos de mapeo de la vegetación natural potencial. Encontró relictos de bosques antiguos aún presentes en las proximidades de templos y santuarios (denominados bosques sagrados). Inventarió más de diez mil sitios en todo Japón y pudo identificar la flora potencial afectada por diferentes tipos de actividad humana, incluso en zonas montañosas, riberas de ríos, aldeas rurales y áreas urbanas. A partir de los datos recopilados, creó mapas de la vegetación existente y mapas de la vegetación natural potencial. Sus mapas todavía se utilizan como base para investigaciones científicas y estudios de impacto, y como herramienta para el uso de la tierra, el diagnóstico y el mapeo de corredores biológicos. Estos mapas de vegetación natural potencial sirven como modelo para restaurar hábitats degradados y entornos de plantas nativas.

### Primeros experimentos en Japón

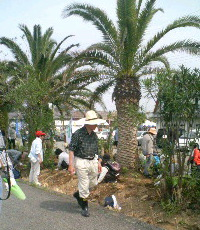
Miyawaki supervisando una plantación en Tanabe en 2007

Los primeros ensayos de campo de Miyawaki mostraron que los bosques plantados, que en composición y estructura eran más cercanos a lo que existiría en ausencia de actividad humana, crecieron rápidamente y generalmente mostraron una buena resiliencia ecológica. Creó un gran banco de semillas (se han identificado y clasificado más de 10 millones de semillas, según su origen geográfico y suelo), que procedían en su mayoría de restos de bosques naturales preservados durante generaciones alrededor de templos y cementerios debido a la creencia tradicional del Chinju no Mori, que considera de mala suerte interferir con estos bosques. Estos lugares han permitido la conservación de miles de pequeñas reservas de especies nativas y genes de árboles descendientes de bosques prehistóricos.
Miyawaki utilizó los principios de esta tradición y propuso un plan para restaurar los bosques nativos para la protección del medio ambiente, la retención de agua y la protección contra los peligros naturales. Sus propuestas no tuvieron inicialmente una acogida positiva, pero a principios de los años 1970, Nippon Steel Corporation, que quería plantar bosques en los terraplenes alrededor de su complejo siderúrgico en Oita, se interesó en su trabajo tras la desaparición de las plantaciones convencionales anteriores y le confió una primera operación.
Miyawaki identificó la vegetación natural potencial del área y estudió los bosques que rodeaban dos tumbas cercanas (Usa y Yusuhara). Escogió diversas especies de árboles que probó en el sustrato a forestar y creó un vivero donde se mezclaron las plantas para luego plantarlas en el sitio. La corporación siderúrgica quedó satisfecha con los resultados y plantó bosques en sus fábricas en Nagoya, Sakai, Kamaishi, Futtu, Hikari, Muroran y Yawata.
Desde entonces, Miyawaki y sus colegas y socios han cubierto más de 1.300 sitios con bosques protectores de múltiples capas compuestos enteramente de especies nativas. El método ha sido probado con éxito en casi todo Japón, a veces en sustratos difíciles, incluyendo plantaciones para mitigar los efectos de los tsunamis en la costa, o de los tifones en el puerto de Yokohama, terrenos baldíos, islas artificiales, arreglando pendientes desmoronadas después de la construcción de carreteras, y creando un bosque en un acantilado recién cortado con dinamita para construir la Planta de Energía Nuclear de Monju en la prefectura de Fukui.

### Aplicaciones internacionales
Miyawaki instruyó a la gente sobre cómo plantar en más de 1.700 áreas alrededor del mundo, incluidos más de 1.400 sitios en Japón, así como en Borneo, la Amazonia y China. Participó en la plantación de más de 40 millones de árboles nativos, junto con empresas y ciudadanos, para contribuir a la regeneración forestal internacional. Desde 1978, Miyawaki contribuyó en estudios de vegetación en Tailandia, Indonesia y Malasia.
Su trabajo metodológico en los años 1970 y 1980 sobre la gestión de los bosques también formó la base para el concepto de bosques de bolsillo, donde pequeñas parcelas urbanas de todo el mundo pueden ser densamente plantadas con muchas especies locales diferentes de árboles para reintroducir hábitats boscosos variados que son ricos en biodiversidad.

#### Italia
En 2000, el método Miyawaki se probó por primera vez en un ecosistema mediterráneo en Cerdeña, Italia, en un área donde los métodos tradicionales de reforestación habían fracasado. El método original fue adaptado manteniendo sus principios teóricos: los resultados obtenidos a los dos y once años de la plantación fueron positivos: la biodiversidad de las plantas fue alta y la nueva biocenosis pudo mejorar sin necesidad de más apoyo operativo. Por otra parte, entre el 61% y el 84% de los árboles recién plantados habían muerto después de un período de doce años.

#### Francia
En 2018, el método Miyawaki fue implementado por el equipo de boomforest.org en París, para restaurar un área de 400 metros cuadrados cerca de Porte de Montreuil, en el Boulevard Périphérique, una vía de circunvalación de doble calzada con acceso controlado que rodea la ciudad. En 2021, un área de 180 metros cuadrados que antiguamente era un estacionamiento en un barrio residencial cerca de la estación de tren Saint-Jean de Burdeos se convirtió en el primer minibosque de la ciudad.

#### India
En 2013, el método Miyawaki se aplicó en la zona industrial de Barapani de Umiam, en el noreste de la India.
En diciembre de 2019, el Annapradokshana Charitable Trust convirtió espacios no utilizados en las escuelas gubernamentales en minibosques al adoptar el sistema Miyawaki en la Escuela Secundaria Superior Gubernamental Nonankuppam y la Escuela Secundaria Superior Gubernamental para Niños Vivekananda en Villianur, Pondicherry.
La ONG sij EcoSikh ha plantado más de 400 bosques a los que llama “Bosques Sagrados Guru Nanak” compuestos por especies de plantas nativas, utilizando el método Miyawaki.
En junio de 2023, Xiaomi India se asoció con United Way India (UWI) para crear un minibosque extraordinario en Delhi siguiendo la técnica Miyawaki para promover el equilibrio ecológico. En el marco del programa se plantarán 12 mil árboles jóvenes de más de 60 especies diferentes.

#### Reino Unido
En el Reino Unido, el método del bosque diminuto de Miyawaki fue adoptado por la organización ambientalista Earthwatch Europe con el objetivo de desarrollar cien proyectos urbanos en todo el país para 2023.

#### Estados Unidos
Massachusetts tiene al menos siete bosques Miyawaki. El Departamento de Obras Públicas de Cambridge, junto con dos ONG, plantó el primero en el noreste de los Estados Unidos en el parque Danehy en septiembre de 2021 y un segundo en Greene-Rose Heritage Park en noviembre de 2022. Un tercero se plantó en propiedad privada en 2023. Otros se encuentran en Brookline y Somerville. Se preveía que en mayo de 2024, Worcester plantara dos bosques Miyawaki: uno recuperando una sección anteriormente pavimentada del estacionamiento municipal de la Biblioteca Pública de Worcester, y otro en un terreno privado que bordea un complejo de viviendas para personas de bajos ingresos. Ambos se encuentran en barrios con alta incidencia de calor.
Se han plantado otros bosques Miyawaki en Estados Unidos en el Parque Griffith de Los Ángeles y en la reserva india Yakama en el estado de Washington.

#### Pakistán
En enero de 2021, Masood Lohar creó el Bosque Urbano Clifton en Karachi, una iniciativa privada que opera más de 80 hectáreas en un vertedero costero y sigue las técnicas Miyawaki. En noviembre, la municipalidad de Karachi anunció un plan para cultivar 300 bosques adicionales.
En agosto de 2021, Imran Khan, primer ministro de Pakistán, inauguró en Saggian el proyecto forestal urbano Miyawaki más grande del mundo. Utilizando una técnica iniciada por el fallecido botánico japonés Akira Miyawaki, el bosque cubre 5 hectáreas y tiene más de 165 mil plantas.

#### Chile
En abril de 2024, el Gobierno Regional Metropolitano de Santiago anunció la licitación de 33 bosques de bolsillo sobre la base de la técnica Miyawaki como parte de su programa de arbolado urbano, considerando una inversión es de $1.998 millones de pesos chilenos, como una medida de adaptar la ciudad de Santiago a la crisis climática y reducir las islas de calor.

## Críticas
Una crítica es el alto costo del establecimiento inicial de un bosque Miyawaki (incluyendo costos por viveros, preparación del suelo y plantación densa). Otras críticas se centran en la eficacia de un bosque creado por el hombre frente a un bosque desarrollado de forma natural.
Los bosques de Miyawaki también han sido criticados por ignorar los nichos ecológicos específicos del sitio y servir como una opción más nueva para el lavado de imagen corporativo.

## Publicaciones

### En inglés
- Miyawaki A (1992). Restoration of Evergreen Broad-leaved Forests in the Pacific Region. En: M.K. Wali (ed.). Ecosystem Rehabilitation. 2. Ecosystem Analysis and synthesis. SPB Academic Publishing, La Haya.
- Miyawaki A, K. Fujiwara & E.O. Box (1987). Toward harmonious green urban environments in Japan and other countries. Bull. Inst. Environ. Sci. Technol. Yokohama Natl. Univ. 14: Yokohama.
- Miyawaki A & S. Okuda (1991). Vegetation of Japan Illustrated. Shibundo, Tokyo.
- Miyawaki A et al. (1983). Handbook of Japanese Vegetation, Shibundo, Tokyo
- Miyawaki A (1980-1989). Vegetation of Japan. vol. 1-10
- Miyawaki A (1985). Vegetation-Ecological Studies on Mangrove Forests in Thailand,  Inst. Environ. Sci. Technol. Yokohama Natl. Univ., Yokohama.
- Miyawaki A, Bogenrider, S. Okuda & I. White (1987). Vegetation Ecology and Creation of New Environments. Proceedings of International Symp. in Tokyo and Phytogeographical Excursion through Central Japan. Tokai Univ. Press, Tokyo
- Miyawaki A, & E. O. Box (1996). The Healing Power of Forests -The Philosophy behind Restoring Earth's Balance with Native Trees. 286 p. Kosei Publishing Co. Tokyo
- Miyawaki A, Plants and Human (NHK Books)
- Miyawaki A, The Last Day for Man (Chikuma Shobo)
- Miyawaki A, Testimony by Green Plants (Tokyo Shoseki)
- Miyawaki A, Prescription for Restoration of Green Environments (Asahi Shinbun-sha)
- Miyawaki A, Chinju-no-mori (Native Forests of Native Trees) (Shincho-sha).

### En japonés
- 日本植生誌 (tdl. ‘Japanese Plant Journal’), edition 至文堂, 2000, ISBN 978-4-7843-0040-2.
- 植物と人間 (tdl. ‘Plantas y Hombres’), editions NHK
- 緑回復の処方箋 (tdl. ‘Receta para un relanzamiento verde’)
- 鎮守の森 (tdl. ‘Bosque de los Dioses’), Shinshio Journal (新潮)
- いのちを守るドングリの森